# Shyne
Moses Michael Levi (nascido Jamal Michael Barrow, Cidade de Belize, 8 de novembro de 1978), mais conhecido por seu nome artístico Shyne, é um rapper Belizeano. Ele se mudou para New York ainda criança para se juntar a sua mãe e começar sua carreira lá. Seu pai é advogado e político Dean Barrow, Primeiro Ministro de Belize desde 2008.
Seu estilo é o gangsta rap.
Em 1998, enquanto Shyne estava freestyling em uma barbeira, o produtor americano  hip hop DJ Clark Kent o descobriu. Na época, DJ Clark Kent estava trabalhando no álbum  [Born Again (The Notorious B.I.G. album) | Born Again]] . Ele rapidamente levou Shyne aos estúdios Bad Boy, onde Puff Daddy assinou contrato com ele, no local. Foi relatado que Shyne recebeu milhões de dólares, 3 carros de sua escolha e 2 casas apenas para assinar. O contrato também incluiu um acordo de 5 álbuns. Pouco tempo depois, Shyne começou a fazer aparições em gravações feitas por seus colegas da Bad Boy Entertainment. Ele foi destacado no segundo álbum do Mase, Double Up (1999) e em um remix de Sittin At Home single de Total.